# Schwartz-Raum (allgemein)
Unter einem Schwartz-Raum versteht man in der Mathematik eine spezielle Klasse lokalkonvexer Vektorräume. 
Viele in den Anwendungen wichtige Räume, z. B. Räume differenzierbarer Funktionen, sind Schwartz-Räume.
Der Raum {\displaystyle {\mathcal {S}}} der schnell fallenden Funktionen (s. u.) wird in der Distributionstheorie manchmal als der Schwartz-Raum bezeichnet, obwohl es sich lediglich um einen Vertreter der hier zu besprechenden Raumklasse handelt.
Die Bezeichnung Schwartz-Raum (nach Laurent Schwartz) geht auf Alexander Grothendieck zurück. In der Literatur ist auch die Bezeichnung {\displaystyle S}-Raum verbreitet; ein vollständiger Schwartz-Raum wird dann auch ein {\displaystyle {\overline {S}}}-Raum genannt.

## Definition
Ein lokalkonvexer Raum {\displaystyle E} heißt ein Schwartz-Raum, wenn es zu jedem normierten Raum {\displaystyle F} und jedem stetigen linearen Operator {\displaystyle A\colon E\rightarrow F} eine Nullumgebung {\displaystyle V\subset E} gibt, so dass das Bild {\displaystyle A(V)} präkompakt ist.
Dies ist genau dann der Fall, wenn es zu jedem Banachraum {\displaystyle F} und jedem stetigen linearen Operator {\displaystyle A:E\rightarrow F} eine Nullumgebung {\displaystyle V\subset E} gibt, so dass  {\displaystyle {\overline {A(V)}}} kompakt ist.
Eine innere Charakterisierung lautet:
Ein lokalkonvexer Raum {\displaystyle E} ist genau dann ein Schwartz-Raum, wenn es zu jeder Nullumgebung {\displaystyle U\subset E} eine Nullumgebung {\displaystyle V\subset E} gibt, so dass man zu jedem {\displaystyle \epsilon >0} endlich viele Punkte {\displaystyle x_{1},\ldots ,x_{n}\in E} mit {\displaystyle \textstyle V\subset \bigcup _{j=1}^{n}(x_{j}+\epsilon U)} finden kann.

## Präkompakte Halbnormen
Weiter lassen sich Schwartz-Räume über die stetigen Halbnormen charakterisieren. 
Eine Halbnorm {\displaystyle p} auf einem lokalkonvexen Raum {\displaystyle E} heißt präkompakt, falls es eine Nullfolge {\displaystyle (\zeta _{n})_{n}} in {\displaystyle \mathbb {K} } und eine gleichstetige Folge {\displaystyle (f_{n})_{n}} im starken Dualraum {\displaystyle E\,'} gibt, so dass für alle {\displaystyle x\in E} die Ungleichung {\displaystyle \textstyle p(x)\leq \sup _{n\in \mathbb {N} }|\zeta _{n}f_{n}(x)|} gilt. 
(Dabei heißt die Folge {\displaystyle (f_{n})_{n}} gleichstetig, wenn es eine stetige Halbnorm {\displaystyle q} auf {\displaystyle E} gibt mit {\displaystyle |f_{n}(x)|\leq q(x)} für alle {\displaystyle x\in E} und {\displaystyle n\in {\mathbb {N} }}.)
Präkompakte Halbnormen sind stetig, denn mit obigen Bezeichnungen erhält man die Abschätzung {\displaystyle \textstyle p(x)\leq \sup _{n\in \mathbb {N} }|\zeta _{n}f_{n}(x)|\leq \sup _{n\in \mathbb {N} }|\zeta _{n}|\cdot q(x)}.
Die Umkehrung ist im Allgemeinen nicht richtig, sie stellt vielmehr eine Charakterisierung der Schwartz-Räume dar, denn es gilt:
Ein lokalkonvexer Raum {\displaystyle E} ist genau dann ein Schwartz-Raum, wenn jede stetige Halbnorm präkompakt ist.

## Beispiele
- Unter den normierten Räumen sind genau die endlich-dimensionalen Räume Schwartz-Räume.
- Jeder vollständige nukleare Raum ist ein Schwartz-Raum.
- Sei {\displaystyle {\mathcal {S}}({\mathbb {R} }^{n})} der Raum aller Funktionen {\displaystyle f:{\mathbb {R} }^{n}\rightarrow {\mathbb {R} }}, für die alle Suprema {\displaystyle \textstyle p_{k,m}(f):=\sup _{|\alpha |\leq k}\sup _{x\in {\mathbb {R} }^{n}}|(1+|x|^{2})^{m}D^{\alpha }f(x)|} endlich sind. Dabei wurde von der Multiindex-Schreibweise Gebrauch gemacht. Der Raum {\displaystyle {\mathcal {S}}({\mathbb {R} }^{n})} mit den Halbnormen {\displaystyle \{p_{k,m};\,k,m\in {\mathbb {N} }_{0}\}} heißt Raum der schnell fallenden Funktionen. Er ist ein Schwartz-Raum und wird manchmal auch als der Schwartz-Raum bezeichnet.
- Jede Folge {\displaystyle (a_{n})_{n}\in \ell ^{1}} definiert durch die Festlegung {\displaystyle \textstyle (x_{n})_{n}\mapsto \sum _{n=1}^{\infty }a_{n}x_{n}} ein lineares Funktional auf dem Folgenraum {\displaystyle \ell ^{\infty }} der beschränkten Folgen. Diesen Raum versehe man mit der feinsten lokalkonvexen Topologie, so dass der Dualraum bzgl. dieser Identifikation mit {\displaystyle \ell ^{1}} zusammenfällt. Nach dem Satz von Mackey-Arens gibt es eine solche Topologie, die Mackey-Topologie {\displaystyle \tau (\ell ^{\infty },\ell ^{1})}. Der lokalkonvexe Raum {\displaystyle (\ell ^{\infty },\tau (\ell ^{\infty },\ell ^{1}))} ist ein vollständiger Schwartz-Raum, der nicht nuklear ist.

## Eigenschaften
- Unterräume und Quotientenräume nach abgeschlossenen Unterräumen von Schwartz-Räumen sind wieder Schwartz-Räume.
- Beliebige Produkte von Schwartz-Räumen sind wieder Schwartz-Räume.
- Vollständige quasitonnelierte Schwartz-Räume sind Montel-Räume. Es gibt aber Fréchet-Montel-Räume, die keine Schwartz-Räume sind.
- Ein lokalkonvexer Raum {\displaystyle E} ist genau dann ein Schwartz-Raum, wenn es eine Menge {\displaystyle I} gibt, so dass {\displaystyle E} topologisch isomorph zu einem Unterraum von {\displaystyle (\ell ^{\infty },\tau (\ell ^{\infty },\ell ^{1}))^{I}} ist. In diesem Sinne ist {\displaystyle (\ell ^{\infty },\tau (\ell ^{\infty },\ell ^{1}))} ein universeller Schwartz-Raum.

## Vollständige Schwartz-Räume
Vollständige Schwartz-Räume haben besondere Eigenschaften und lassen weitere Charakterisierungen zu.
Ist {\displaystyle p} eine stetige Halbnorm auf dem lokalkonvexen Raum {\displaystyle E}, so ist {\displaystyle N_{p}:=\{x\in E;p(x)=0\}} ein abgeschlossener Unterraum von {\displaystyle E} und durch {\displaystyle \|x+N_{p}\|_{p}:=p(x)} wird eine Norm auf dem Faktorraum {\displaystyle E_{p}:=E/N_{p}} erklärt. Die Vervollständigung dieses normierten Raums wird mit {\displaystyle B_{p}} bezeichnet. Ist {\displaystyle q} eine weitere stetige Halbnorm mit {\displaystyle p\leq q}, so definiert {\displaystyle x+N_{q}\mapsto x+N_{p}} einen stetigen linearen Operator {\displaystyle E_{q}\rightarrow E_{p}}, der sich stetig zu einem linearen Operator {\displaystyle \kappa _{qp}:B_{q}\rightarrow B_{p}} fortsetzen lässt. Die {\displaystyle B_{p}} heißen die lokalen Banachräume und die Operatoren {\displaystyle \kappa _{qp}} heißen kanonische Abbildungen von {\displaystyle E}.
Mit diesen Begriffen können vollständige Schwartz-Räume wie folgt charakterisiert werden:
Ein lokalkonvexer Raum ist genau dann ein vollständiger Schwartz-Raum, wenn es zu jeder stetigen Halbnorm {\displaystyle p} eine weitere stetige Halbnorm {\displaystyle q\geq p} gibt, so dass die kanonische Abbildung {\displaystyle \kappa _{qp}:B_{q}\rightarrow B_{p}} ein kompakter Operator ist.
Es genügt natürlich, sich auf ein gerichtetes System erzeugender Halbnormen zu beschränken.
In vollständigen Schwartz-Räumen gilt der Satz von Bolzano-Weierstraß, das heißt, eine Menge ist genau dann kompakt, wenn sie abgeschlossen und beschränkt ist.